# Summertime (D.J. Jazzy Jeff & The Fresh Prince-dal)
A Summertime című dal az amerikai duó D.J. Jazzy Jeff & The Fresh Prince első kimásolt kislemeze a Homebase című 4. stúdióalbumról. A dal 1991 májusában jelent meg, és Grammy-díjat is kapott, mint a legjobb rap dal, valamit 1992-ben mint a legjobb rap duó, is díjat vehettek át. A dal az amerikai Billboard Hot R&B / Hip-Hop singles kislemezlistán az 1. helyezést érte el, valamint a Billboard Hot 100-as listán is No1. volt. Az angol kislemezlistán a 8. helyig sikerült jutnia.
A dal a Kool & the Gang "Summer Madness" című dal hangmintájára készült. A Rolling Stone magazin minden idők legjobb nyári dalának nevezte a dalt, mondván Will Smith fantasztikus benyomást kelt a dalban, ahogy rappel. A dal olyan, mint a "legjobb nyári ünnep".

## Megjelenések
12" UK Jive – JIVE T 279
- A1	Summertime (DJ Jazzy Jeff's Mix) 5:38
- A2	Summertime (LP Version) 4:33
- B1	Girls Ain't Nothing But Trouble (Shorter Single Edit) 3:58
- B2	Summertime (Instrumental) 4:29

## Slágerlista és minősítések
| Slágerlista (1991)                                           | Legjobb helyezések |
| ------------------------------------------------------------ | ------------------ |
| Ausztrália (ARIA)                                            | 52                 |
| Kanada Top Singles (RPM)                                     | 29                 |
| Írország (IRMA)                                              | 12                 |
| Németország (Official German Charts)                         | 12                 |
| Hollandia (Dutch Top 40)                                     | 20                 |
| Új-Zéland (Recorded Music NZ)                                | 5                  |
| Svédország (Sverigetopplistan)                               | 17                 |
| Svájc (Schweizer Hitparade)                                  | 11                 |
| Egyesült Királyság (Official Charts Company)                 | 8                  |
| Amerikai Egyesült Államok (Billboard Hot 100)                | 4                  |
| Amerikai Egyesült Államok Hot R&B/ Hip-Hop Songs (Billboard) | 1                  |
| Amerikai Egyesült Államok Hot Rap Songs (Billboard)          | 1                  |

| Slágerlista (2012)                           | Legjobb helyezések |
| -------------------------------------------- | ------------------ |
| Egyesült Királyság (Official Charts Company) | 50                 |

| Slágerlista (2013)                           | Legjobb helyezések |
| -------------------------------------------- | ------------------ |
| Egyesült Királyság (Official Charts Company) | 36                 |

| Slágerlista (1991)            | Helyezések |
| ----------------------------- | ---------- |
| Új-Zéland (Recorded Music NZ) | 33         |

| Ország                   | Minősítés | Eladások |
| ------------------------ | --------- | -------- |
| Egyesült Királyság (BPI) | Arany     | 400.000  |